# Žarko Čabarkapa
Žarko Čabarkapa (cyr. Жарко Чабаркапа; ur. 21 maja 1981 w Zrenjaninie) – serbski koszykarz występujący na pozycji silnego skrzydłowego.

## Kariera
Przed przybyciem do NBA występował w serbskiej drużynie Bleopetrol (1998-2001) i czarnogórskiej Budućnost (2001-2003). W 2003 roku został wybrany przez Phoenix Suns z numerem 17. w drafcie. W swoim pierwszym sezonie w NBA w barwach Suns wystąpił w 49 meczach zdobywając średnio 4,1 punktu na mecz. W drugim roku gry w NBA (2004-2005) rozegrał w barwach Suns zaledwie 3 mecze po czym przeniósł się do Golden State Warriors. Tam wystąpił aż w 77 spotkaniach zdobywając 6,1 punktu na mecz. W sezonie 2005-06 w barwach Warriors rozegrał 61 spotkań rzucając 3,3 punktu na mecz. 16 stycznia 2009 podpisał kontrakt z KK Budućnost Podgorica.